# Break Away
Break Away è una canzone originariamente registrata dalla cantante tedesca Ivy Quainoo per il suo album Ivy (2012). Re-intitolata Breakaway, la canzone è stata registrata dalla cantante canadese Céline Dion per il suo album in studio in lingua inglese, Loved Me Back to Life (2013). Il brano è stato scritto da Johan Fransson, Tim Larsson, Tobias Lundgren e Audra Mae, e prodotto da Play Production.
La cover, ben accolta dalla critica musicale, è stata pubblicata dalla Dion come secondo singolo promozionale nel Regno Unito il 5 dicembre 2013 e in Francia il 22 gennaio 2014.

## Antefatti e pubblicazione
Breakaway insieme a Somebody Loves Somebody, è una delle due canzoni di Loved Me Back to Life, prodotte dal trio svedese Play Production (Johan Fransson, Tim Larsson e Tobias Lundgren). Entrambe sono state scritte da Fransson, Larsson, Lundgren e Audra Mae, quest'ultima pronipote di Judy Garland.
Il 2 dicembre 2013, il sito ufficiale di Céline Dion annuncia che Breakaway sarebbe stato pubblicato come secondo singolo promozionale nel Regno Unito. Il 3 dicembre 2013 sul canale Vevo di YouTube esce il videoclip dell'audio ufficiale del singolo.
Il 22 gennaio 2014 viene annunciato che Breakaway sarebbe stato il secondo singolo promozionale anche in Francia, successivamente viene pubblicato il giorno stesso.

## Recensioni da parte della critica
Breakaway riceve una buona accoglienza dai critici musicali, come Elysa Gardner del USA Today che la classifica tra i suoi brani preferiti di Loved Me Back to Life e scrive: "Dion inizia bassa e sensuale, poi lascia che il suo grosso e cremoso soprano strappi - uno schema in cui lei segue la tecnica Wall of Sound - ispirato Breakaway". Anche Andrew Hampp di Billboard elogiò Breakaway, definendola "potente" e scrivendo: "presenta probabilmente la voce più grintosa e autenticamente rock che abbiamo mai sentito o che ci aspetteremmo da Dion." Deban Aderemi di Wiwibloggs recensì il singolo e scrisse: "Breakaway è una bellissima traccia guidata dal pianoforte. Inizia bassa e sensuale, e mentre la storia si sviluppa, emerge la sua firma soprano. L'orchestrazione della canzone è ricca, la resa di Dion è dinamica, eppure rimane impegnata in una performance che viene dall'anima. Riconosce il proprio dono. In linea con il tema della musica pop nel XXI secolo, la sua voce in Breakaway è stata migliorata con la sintonizzazione automatica. Tuttavia, il suo utilizzo qui è simile a spargere un po' di sale sul cibo. Si aggiunge al gusto del pasto. Dion rimane fortemente presente per tutta la ballata di 4 minuti. Nonostante questa canzone non abbia un video musicale ufficiale o una versione fisica, sono fiducioso che entrerà nella Top 20 della maggior parte dei principali mercati musicali."

## Interpretazioni dal vivo
L'11 novembre 2013 il celinedion.com annuncia che Céline interpreterà Breakaway per lo show televisivo britannico, Strictly Come Dancing. La performance registrata, fu trasmessa durante le semifinali del 15 dicembre 2013.

## Formati e tracce
Digital download
1. Breakway – 3:39 (Johan Fransson, Tim Larsson, Tobias Lundgren, Audra Mae)

## Crediti e personale
Registrazione
- Registrato (voci) presso i Studio at the Palms di Las Vegas (NV)
- Registrato (archi) presso i RMV Studios Stoccolma (SE)
- Mixato presso i Larrabee Sound Studios di North Hollywood (CA)

Personale
- Arrangiamento di archi - Johan Fransson, Henrik Janson, Ulf Janson
- Basso elettrico - Daniel Lykkeklev
- Chitarra acustica ed elettrica - Andreas Johansson
- Cori - Tobias Lundgren
- Direttore d'orchestra d'archi - Henrik Janson, Ulf Janson
- Mixato da - Manny Marroquin
- Mixato da (assistente) - Chris Galland, Delbert Bowers
- Musica di - Johan Fransson, Tim Larsson, Tobias Lundgren, Audra Mae
- Orchestra - Stockholm Session Strings
- Pianoforte - Johan Fransson

- Prodotto da - Play Production
- Produttore (voci) - Hasham "Sham" Hussain
- Produttore esecutivo - John McL. Doelp
- Programmazione - Tim Larsson
- Registrato da - Hasham "Sham" Hussain
- Registrato da (voci) - François Lalonde
- Registrato da (voci) (assistente) - Mark Everton Gray
- Tecnico - Bernard Löhr
- Testi di - Johan Fransson, Tim Larsson, Tobias Lundgren, Audra Mae